# Michèle Mouton
Pour les articles homonymes, voir Mouton (homonymie).
Michèle Mouton, née le 23 juin 1951 à Grasse, est une pilote de rallye française. Elle a remporté quatre rallyes en championnat du monde des rallyes et quatre en championnat d'Europe. En 1982, elle termine deuxième du championnat du monde des rallyes, sur Audi Quattro. Il s'agit de la seule conductrice à avoir remporté une manche du championnat du monde des rallyes.

## Biographie
Fille d'horticulteurs provençaux travaillant pour une parfumerie locale, sa vocation première était de devenir éducatrice spécialisée pour adolescents en difficulté.
Elle participe pour la première fois au Championnat du monde des rallyes lors du Rallye Monte-Carlo 1973 (le 19 janvier) comme copilote aux côtés de Jean Taïbi sur une Peugeot 304 S (Groupe Compétition Grasse).
Comme pilote désormais, elle participe pour la première fois en compétition nationale au rallye Paris-Saint-Raphaël féminin en 1974 et, la même année au Championnat du monde des rallyes lors du Tour de Corse, le 30 novembre, sur une Alpine Renault A110 1800 avec laquelle elle sera classée 12e (copilote Annie Arrii).
Le 10 octobre 1981, Michèle Mouton remporte le Rallye Sanremo et devient ainsi la première (et à ce jour unique) femme de l'histoire à remporter une manche du Championnat du monde des rallyes. L'année suivante, elle est vice-championne du monde des rallyes sur Audi Quattro.
Sa dernière participation au Championnat du monde, au Tour de Corse 1986 sur une Peugeot 205 Turbo 16, se terminera par un abandon.

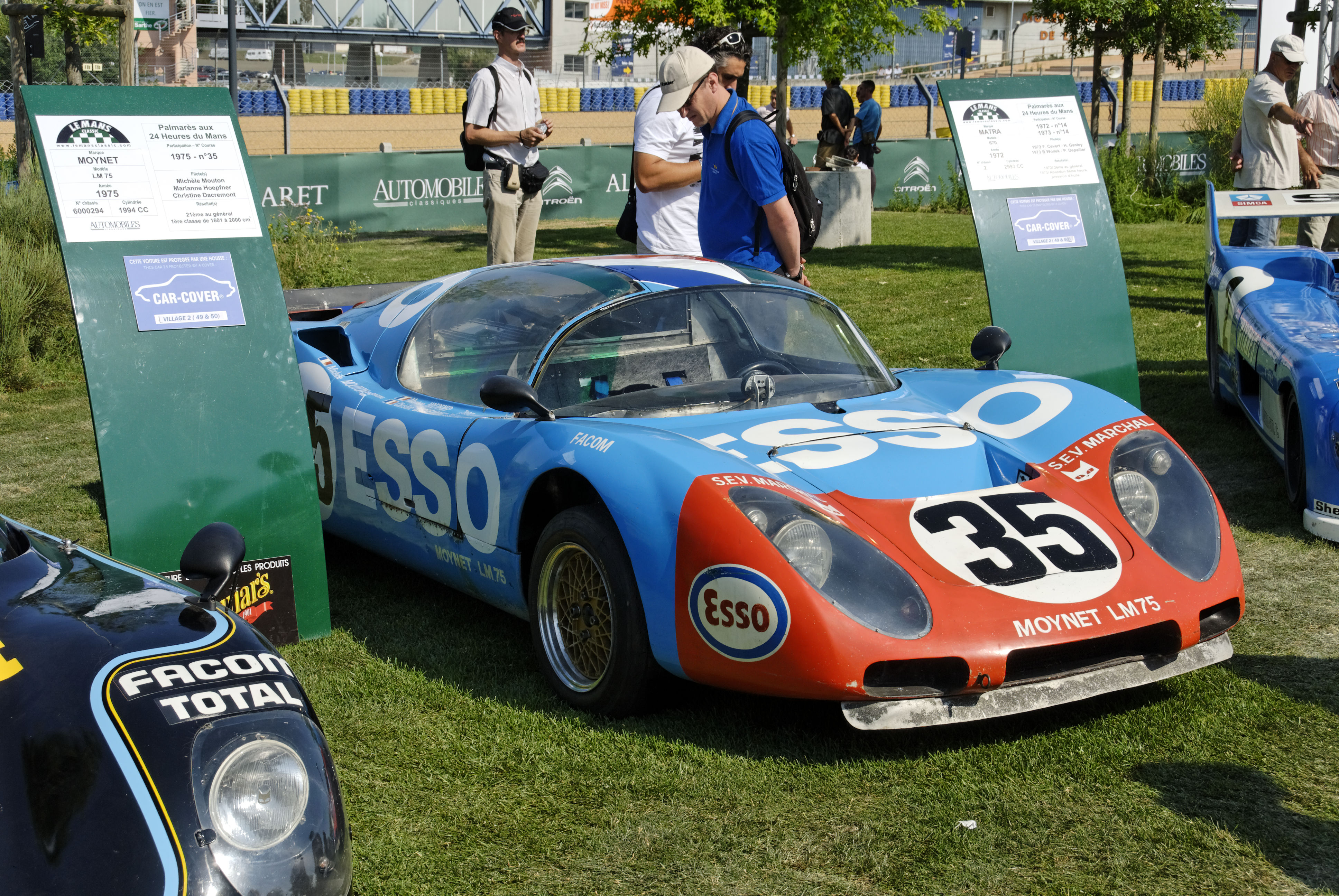
Moynet LM75 no 35 ROC-Simca 2.0L I4 de l'équipage Mouton/Dacremont/Hoepfner.

Parallèlement aux rallyes, elle dispute, aux côtés de Christine Dacremont et Marianne Hoepfner, les 24 heures du Mans 1975 sur une Moynet LM75 (construite par André Moynet) du team Société Esso, et gagne la catégorie 1 601 à 2 000 cm3 (21e au général), finissant derrière l'autre écurie féminine, d'Anny-Charlotte Verney (11e).
En 1988, Michèle Mouton participe à la création de la Race of Champions pour honorer la mémoire d'Henri Toivonen. En 2010, elle devient la première présidente de la commission de la FIA ayant pour but de promouvoir les femmes dans le sport automobile. Lorsqu'il est devenu président de la FIA, Jean Todt a annoncé sa volonté de nommer des directeurs pour les grands championnats. Michèle Mouton a été nommée manager du championnat du monde des rallyes le 4 février 2011.
Après des débuts remarqués sur une berlinette A110 1600 Groupe 3 personnelle, avec le soutien de son père, puis rapidement d’Elf (elle est alors déjà championne de France féminine des rallyes en 1974 et 1975, et vice-championne de France 1974 en Groupe 3, terminant 1re en Groupe 3 des deux éditions correspondantes du Tour de Corse), Michèle Mouton participe de 1977 à 1979, et en 1981, au championnat d'Europe des rallyes, dont elle remporte l'édition 1977 du Rallye d'Espagne sur Porsche Carrera RS, terminant l'année vice-championne d'Europe des rallyes derrière Bernard Darniche.
Remarquée également chez Lancia avec la Stratos, elle devient pilote d'usine chez Fiat en 1978, sur la mythique 131 Abarth, avec laquelle elle remporte le Tour de France automobile avec Françoise Conconi en Championnat de France et d'Europe des rallyes (1re en groupe 4), finissant seconde du Rallye du Var lors de la dernière épreuve inscrite au calendrier national. L'année suivante, en 1979, ce sera le Rallye Lyon-Charbonnières qui s'invitera à son palmarès, toujours sur Fiat Abarth 131, et toujours avec la même copilote, terminant vice-championnes de France des rallyes derrière Bernard Béguin, grâce à leurs cinq autres secondes places et trois 3es. De 1977 à 1980, Michèle Mouton remporte à 4 reprises consécutives la Coupe des Dames du Tour de France automobile; vainqueur du groupe 3 en 1977, elle finit alors 2e du classement général, avant son sacre de l'année suivante (et 3e toujours au général, en 1979 et 1980). Elle termine également 4e du pendant italien de l'épreuve, le Giro d'Italia, en cette année 1978.

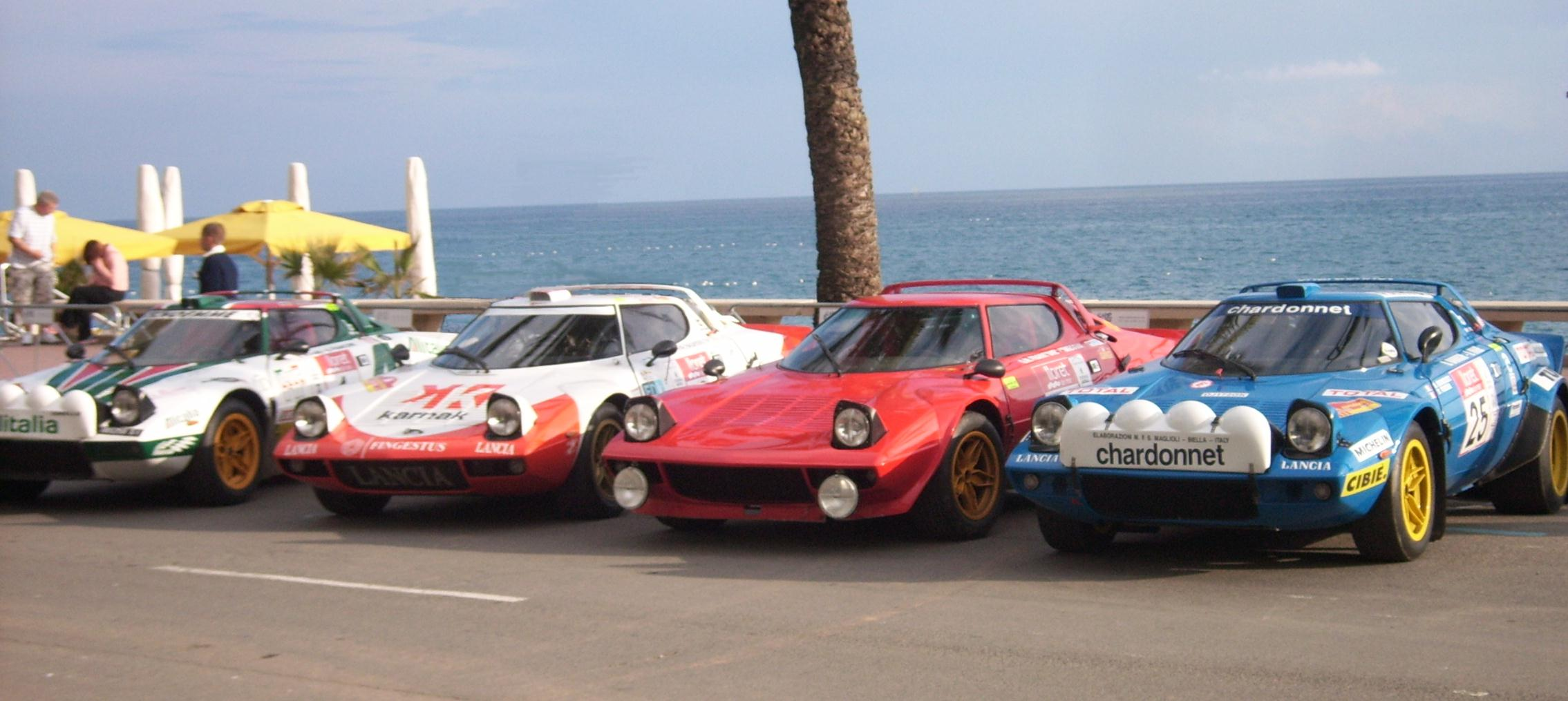
Quatre Lancia Stratos HF au Rallye Costa Brava 2008, dont une Chardonnet à droite (Lloret de Mar).

Début 1978, elle a l'occasion avec Françoise Conconi de conduire une fois la Lancia Stratos HF championne d'Europe avec Bernard Darniche en 1977, lors du Rallye automobile Monte-Carlo, grâce à André Chardonnet (Darniche étant parti pour l'équipe Fiat Alitalia), se permettant ainsi deux temps scratch devant Walter Röhrl. Elle termine également quatrième sur circuit glacé à Serre Chevalier.
En 1981, elle est alors repérée par la firme allemande Audi, qui lui fait essayer la nouvelle quattro Sport groupe 4 (futur Groupe B dès 1983). Pour cette saison, Michèle Mouton est engagée pour seconder Hannu Mikkola dans sa conquête du titre mondial. Michèle Mouton remporte le San Remo et devient ainsi la première (et unique) femme de l'histoire à remporter une manche du Championnat du monde des rallyes.
En 1982, ils seront rejoints par le pilote suédois Stig Blomqvist. Michèle Mouton remporte encore trois rallyes du Championnat du monde : le rallye du Portugal, le rallye de l'Acropole (Grèce) et du Brésil. L'Audi étant toujours plus au point, l'année commence fort avec une seconde place au Monte-Carlo pour Hannu Mikkola qui sera suivie de deux victoires, en Suède pour Stig Blomqvist et au Portugal pour Michèle Mouton. Le reste de la saison est à l'avenant : victoires d'Audi au rallye des mille lacs, au San Remo et au RAC. La malchance a joué en fin de saison pour Michèle Mouton puisqu'elle ratera de peu le titre pilotes, principalement lors de l'avant-dernière épreuve en Côte d'Ivoire, quand elle apprend, le matin du départ, le décès de son père. Elle s'élance quand même, mais elle rencontre un problème mécanique et doit s'arrêter pour faire remplacer la boîte de vitesses. Grâce à la régularité de ses trois pilotes, Audi empoche le titre constructeurs et Michèle Mouton est vice-championne du monde.

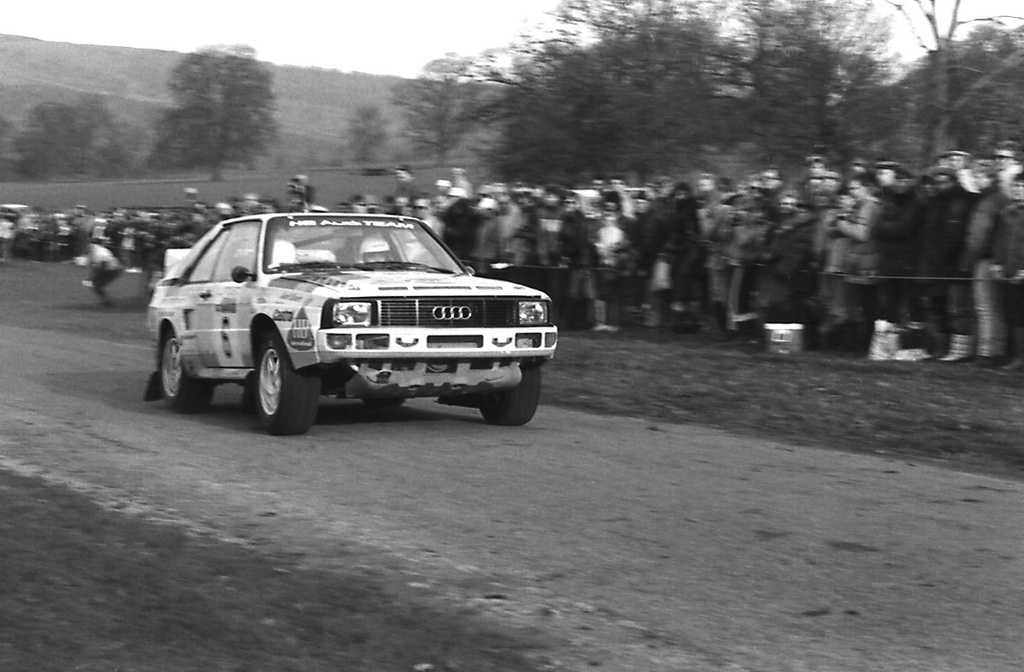
Michèle Mouton sur Audi Sport Quattro au RAC en 1984.

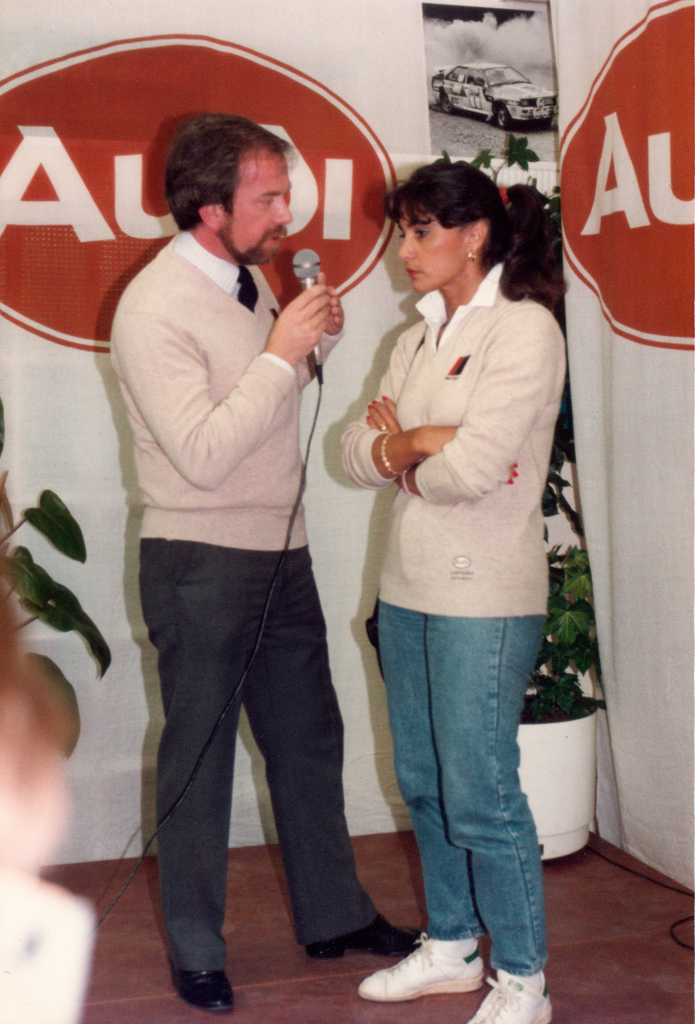
Interview au Welsh rally en 1985.

Walter Röhrl, champion du monde en 1980 et 1982, rejoindra l'équipe en 1984. Dès la seconde épreuve de la saison en Suède, la toute puissante armada allemande fait main basse sur les trois premières places avec, dans l'ordre, S. Blomqvist, M. Mouton et P. Eklund. Le même scénario se répète au Portugal, à l'Acropole, en Nouvelle-Zélande, Argentine et Côte d'Ivoire. Michèle Mouton fera cette année une demi-saison après les nombreuses saisons passées à écumer les routes et les pistes du monde entier, tant pour le compte de Fiat que celui d'Audi. Cela ne l'empêchera pas de terminer en tête de la catégorie Rallye, et surtout deuxième au scratch au fameux Pikes Peak International Hill Climb, cette course de côte mythique du Colorado, appelée également « La course vers les nuages » (The race to the clouds).
En 1985, elle bat tous les records de cette course et la remporte pour Audi (Pikes Peak Rookie of the Year award).
En 1986, après un titre de championne d'Allemagne avec Peugeot Talbot Deutschland (copilote l'anglais Terry Harryman), et l'annonce durant le Tour de Corse de la fin des voitures du groupe B, Michèle Mouton décide de mettre un terme à sa carrière pour se consacrer à une vie « plus familiale ». Première femme pilote professionnelle, elle aura totalisé 229 points en 50 courses WRC, étalées sur 14 années.
Après avoir débuté à ce rôle, durant toute sa carrière au volant 6 copilotes l'auront accompagnée: Furia (rallye Paris-Saint-Raphaël féminin 1974 - 5e sur Alpine A110 1800), Annie Arrii, Françoise Conconi, Fabrizia Pons (qui remporta le Rallye Press on Regardless en 1983 avec Hannu Mikkola sur l'Audi Quattro, les rallyes-raids de l'Atlas et du Portugal en 1995 avec Ari Vatanen sur Citroën ZX Rallye-Raid, et qui fut la coéquipière de Jutta Kleinschmidt de 2003 à 2006 sur VW Race Touareg au Rallye Paris-Dakar (3e en 2005)), Arne Hertz (en Côte d'Ivoire en 1985), et Terry Harryman (également copilote de Ari Vatanen entre 1982 et 1987, et vainqueur de 6 rallyes WRC avec ce dernier).

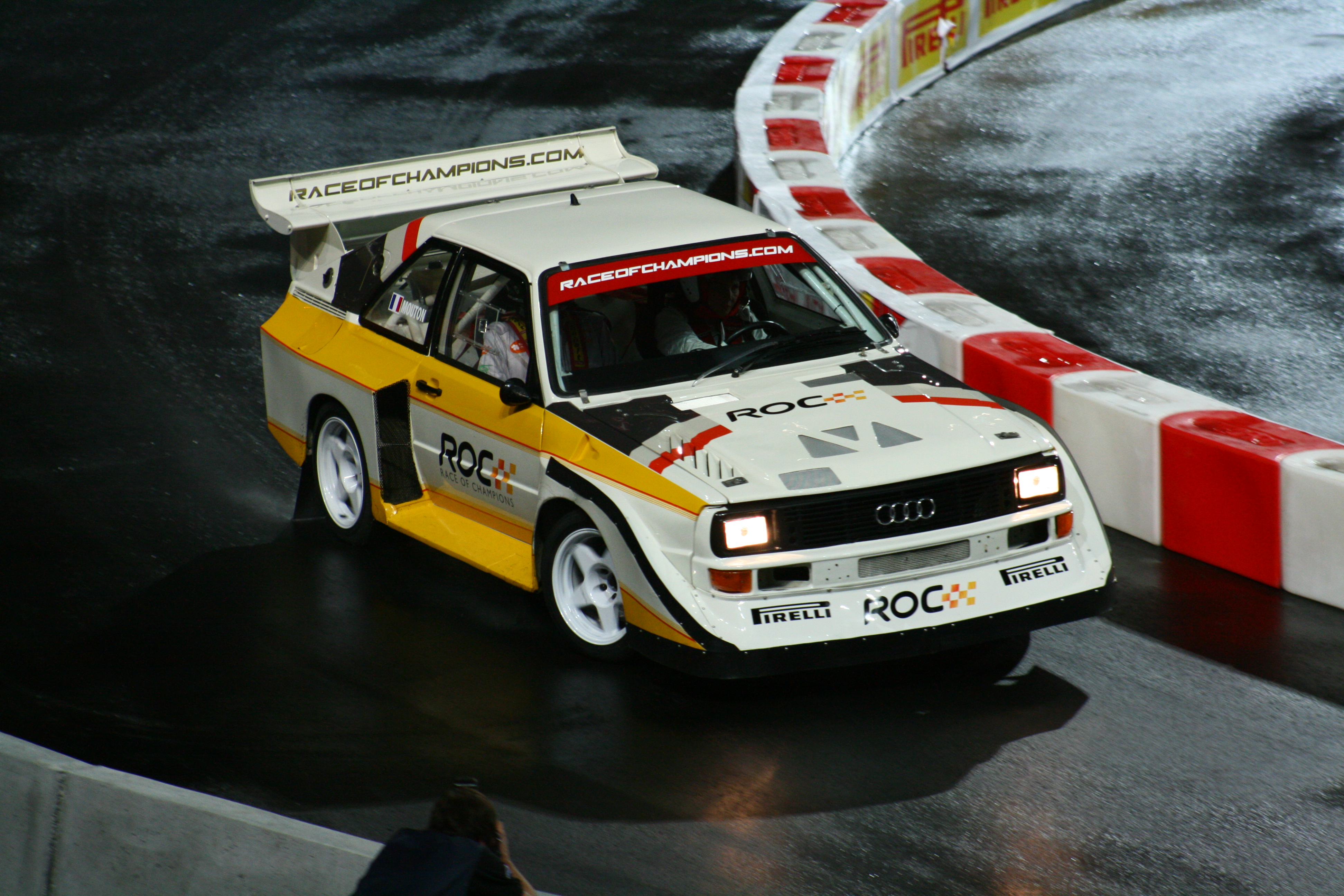
Michèle Mouton au volant de l'Audi Quattro S1 à la Course des Champions 2009.

Depuis 1988, Michèle Mouton organise, afin de terminer la saison automobile, The Michelin Race of Champions, aux îles Canaries, avec le Suédois Fredrik Johnson (son ex-époux), président d'IMP (International Media Productions), en mémoire de Henri Toivonen.
En 2000, elle termine 2e du Rallye-marathon Londres-Sydney (TWE Rally)
sur Porsche 911, avec pour copilote sur un mois le vainqueur de l'édition 1993 de l'épreuve, Francis Tuthill (alors pilote), le vainqueur final étant son ex-coéquipier Stig Blomqvist.
Après 22 années, le duo Mouton/Pons s'est reformé, le temps du Dunlop Classic Otago Rally de Dunedin en Nouvelle-Zélande, le 9 mai 2008 sur Ford Escort RS. Récidive du duo au Rallye International du Maroc Historique les 9 à 16 octobre 2010, sur Porsche 911 2.7 RS. En novembre 2010, elle reprend alors le volant de sa Quattro S1 GrB, lors de la Race of Champions disputée cette année-là dans l'Esprit arena de Düsseldorf.
En 2010, elle est nommée Directrice du WRC par la FIA, comme "manager général" pour coordonner la sécurité, les règlements et le calendrier en WRC et remplit ses nouvelles fonctions sur place dès le rallye de Suède.
En 2011, elle est également nommée par Jean Todt Présidente de la Women and Motor Sport Commission (WMC) de la FIA, constituée afin de promouvoir le rôle des femmes dans le sport automobile, décernant ainsi le 1er CIK-FIA Women and Motor Sport Commission Award jamais attribué, en janvier 2011 à Paris par la FIA, à la Néerlandaise Beitske Visser (16 ans).

## Palmarès

### Titres

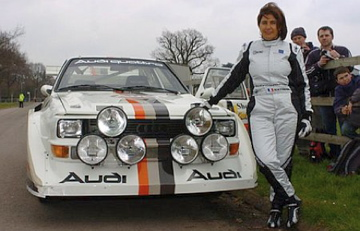
Audi Quattro Sport modèle Pikes Peak International de 1985, à l'International Historic Motorsport Show, Stoneleigh Park (UK) 2007.

- Championne de France des critériums en GT série : 1974[11]
- Championne de France en groupe 3 : 1974 (Alpine A110 1600S)[11]
- Championne de France féminine : 1974[3] et 1975 (Alpine A110 1600S), 1977 (Porsche Carrera RS Alméras semi-usine-Elf/Fiat Abarth 131)[12]
- Championne d'Europe féminine : 1975 (Alpine A110 1600S) et 1977 (Porsche Alméras semi-usine-Elf/Fiat Abarth 131)[12]
- Coupe d'Europe féminine des rallyes : 1978 et 1980[11]
- Vice-champion de France en groupe 3 : 1974 (Alpine A110 1600S)
- Vice-champion d'Europe : 1977 (Porsche Alméras semi-usine-Elf/Fiat Abarth 131)
- Vice-champion de France : 1979 (Fiat 131 Abarth)
- Vice-champion du Monde : 1982 (Audi Quattro S1)
- Champion d'Allemagne : 1986 (Peugeot 205 Turbo 16)
- Trophée Andros féminin : 1995 (Opel Astra V6) (2e édition)[13]

### Victoires en rallyes

#### Victoires en championnat du monde des rallyes
| # | Saison | Rallye                   | Pays     | Copilote      | Voiture      |
| - | ------ | ------------------------ | -------- | ------------- | ------------ |
| 1 | 1981   | 23e Rallye Sanremo       | Italie   | Fabrizia Pons | Audi Quattro |
| 2 | 1982   | 16e Rallye du Portugal   | Portugal | Fabrizia Pons | Audi Quattro |
| 3 | 1982   | 29e Rallye de l'Acropole | Grèce    | Fabrizia Pons | Audi Quattro |
| 4 | 1982   | 4e Rallye du Brésil      | Brésil   | Fabrizia Pons | Audi Quattro |

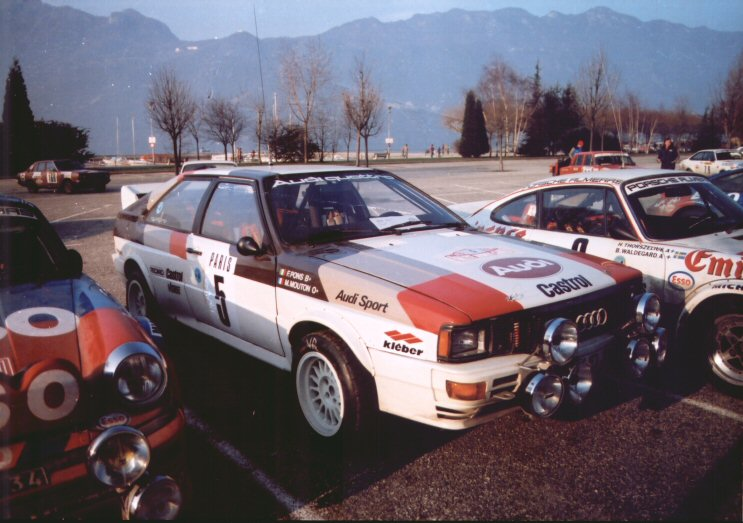
L'Audi Quattro pilotée en 1982 par Michèle Mouton.

- elle finira également 2e des rallyes WRC suivants : rallye de Grande-Bretagne (1982), rallye du Portugal (1983), et rallye de Suède (1984)

#### Victoires en championnat d'Europe des rallyes
| # | Saison | Rallye                                                               | Pays      | Copilote                                     | Voiture                                           |
| - | ------ | -------------------------------------------------------------------- | --------- | -------------------------------------------- | ------------------------------------------------- |
| 1 | 1977   | 25e Rallye RACE d'Espagne                                            | Espagne   | Françoise Conconi                            | Porsche Carrera RS                                |
| 2 | 1978   | 37e Tour de France automobile                                        | France    | Françoise Conconi                            | Fiat 131 Abarth                                   |
| 3 | 1981   | 12e Rallye (ou Critérium) des Garrigues (Ronde Cévenole si national) | France    | Annie Arii (déjà à ses côtés en 1974 en WRC) | Audi Quattro                                      |
| 4 | 1986   | 5e ADAC-Rallye Deutschland                                           | Allemagne | Terry Harryman                               | Peugeot 205 Turbo 16 (Peugeot Talbot Deutschland) |
| 5 | 1986   | 35e ADAC-Rallye Hessen                                               | Allemagne | Terry Harryman                               | Peugeot 205 Turbo 16 (Peugeot Talbot Deutschland) |

- elle finira également 2e du rallye ERC suivant : le 36e Tour de France automobile (1977) (Porsche Carrera RS)

#### Coupe FIA des pilotes de rallyes (deux éditions: 1977 et 1978)
- 1977 : victoire au Rallye RACE d'Espagne (Porsche Carrera RS);
- 1978 : 1re en classe 3 du 6e Tour d'Italie (Fiat 131 Abarth) (à Turin), vainqueur du Tour de France automobile, et 4e au classement final de la Coupe (vainqueur Markku Alén)

#### Coupes des dames
- Rallye Monte-Carlo : 1976, 1978, 1979, et 1980;
- Tour de France automobile : 1977, 1978, 1979, et 1980;
- RAC Rally: 1984.

#### Victoires et accessits en championnat de France des rallyes
Deux victoires (toutes les courses citées le sont avec Françoise Conconi (jusqu'alors copilote de Christine Dacremont jusqu'à 1974) pour coéquipière de 1975 à 1979, puis Annie Arrii en 1980)
- 1978 : Tour de France automobile (Fiat 131 Abarth) (Coupe des Dames : 1977, 1978, 1979 et 1980)
- 1979 : Rallye Lyon-Charbonnières (Fiat 131 Abarth)
- Accessits (13 secondes places au général):
  - 1976 : 2e du Critérium Alpin (Alpine A310)
  - 1976 : 2e du Rallye de Bayonne Côte Basque (Alpine A310)
  - 1977 : 2e de la Ronde Cévenole (Porsche 911 Carrera gr 3)
  - 1977 : 2e du Rallye d'Antibes (Porsche 911 Carrera gr 3)
  - 1977 : 2e du Tour de France automobile (Porsche 911 Carrera gr 3)
  - 1978 : 2e du Rallye du Var (Fiat 131 Abarth)
  - 1979 : 2e du Critérium Jean Behra (Fiat 131 Abarth)
  - 1979 : 2e du Ronde d'Armor (Fiat 131 Abarth)
  - 1979 : 2e du Rallye d'Antibes (Fiat 131 Abarth)
  - 1979 : 2e du Rallye de la Châtaigne (Fiat 131 Abarth)
  - 1979 : 2e du Rallye du Var (Fiat 131 Abarth)
  - 1980 : 2e du Rallye du Mont-Blanc (Fiat 131 Abarth)
  - 1980 : 2e du Rallye du Var (Fiat 131 Abarth)

#### Victoires en championnat d'Allemagne des rallyes
Six victoires, sur huit courses au programme (copilote : Terry Harryman - Peugeot 205 Turbo 16 Gr.B)
- 1986 : Kolhe & Stahl Rallye
- 1986 : Vorderpfalz Rallye
- 1986 : ADAC-Rallye Hessen
- 1986 : ADAC-Deutschland Rallye
- 1986 : Sachs Baltic Rallye
- 1986 : 3-Städte Rallye

#### Victoire et podium britanniques
(équipe Audi Sport UK)
- 1983 : Rallye Audi Sport sur Audi Quattro A2 (copilote Sue Baker)[14]
  - 1984 : rallye Audi Sport sur Audi Quattro A2 (copilote Pauline Gullick)[15].

### Victoires en courses de côtes
- 1985 : Pikes Peak International Hill Climb (PPIHC - La course vers les nuages), en 11 min 25 s 39 (record) (Audi Sport Quattro) (Toutes Catégories : Pikes Peak Rookie of the Year award)
- 1984 : 2e au général du Pikes Peak International Hill Climb; 1re en catégorie rallye (Audi Sport Quattro), et en catégorie Unlimited

### Victoire en courses d'endurance
- 1975 : 1re en catégorie 1 601 à 2 000 cm3 aux 24 Heures du Mans, avec Marianne Hoepfner et Christine Dacremont (sur Moynet LM75 - ROC-Simca 2.0L I4, construite par André Moynet pour l'écurie Société ESSO) (21e au général)

## Distinctions
- Lauréate du Prix Monique Berlioux de l'Académie des sports en 1977[16], récompensant la performance féminine la plus remarquable de l'année écoulée.
- Autosport's International Rally Driver Annual Award 1982 (1re attribution par le magazine).
- Lauréate du Prix Roland Peugeot de l'Académie des sports en 1986, pour le plus bel exploit automobile et mécanique français de l'année écoulée[17].
- Chevalière de la Légion d'honneur. Élevée au rang de chevalier de l'Ordre de la Légion d'honneur le 29 décembre 2011 par le Président de la République, Nicolas Sarkozy.
- Membre du Rally Hall of Fame depuis 2012 (troisième promotion), et du Comité de sélection en 2011.
- Membre du Pikes Peak Hall of Fame depuis 2025.

## Vidéographie
En 2021, Sky Channel réalise le film documentaire "Queen of speed" consacré à la vie et la carrière de Michèle Mouton. Il reçoit le prix du «  Meilleur Documentaire Sportif » à la 50e cérémonie des International Emmy Awards.

## Dans la culture populaire
Elle est incarnée par Esther Garrel dans le film Race for Glory: Audi vs. Lancia (2024) de Stefano Mordini, qui revient sur la rivalité entre Audi et Lancia durant le championnat du monde des rallyes 1983.

## Notes et références

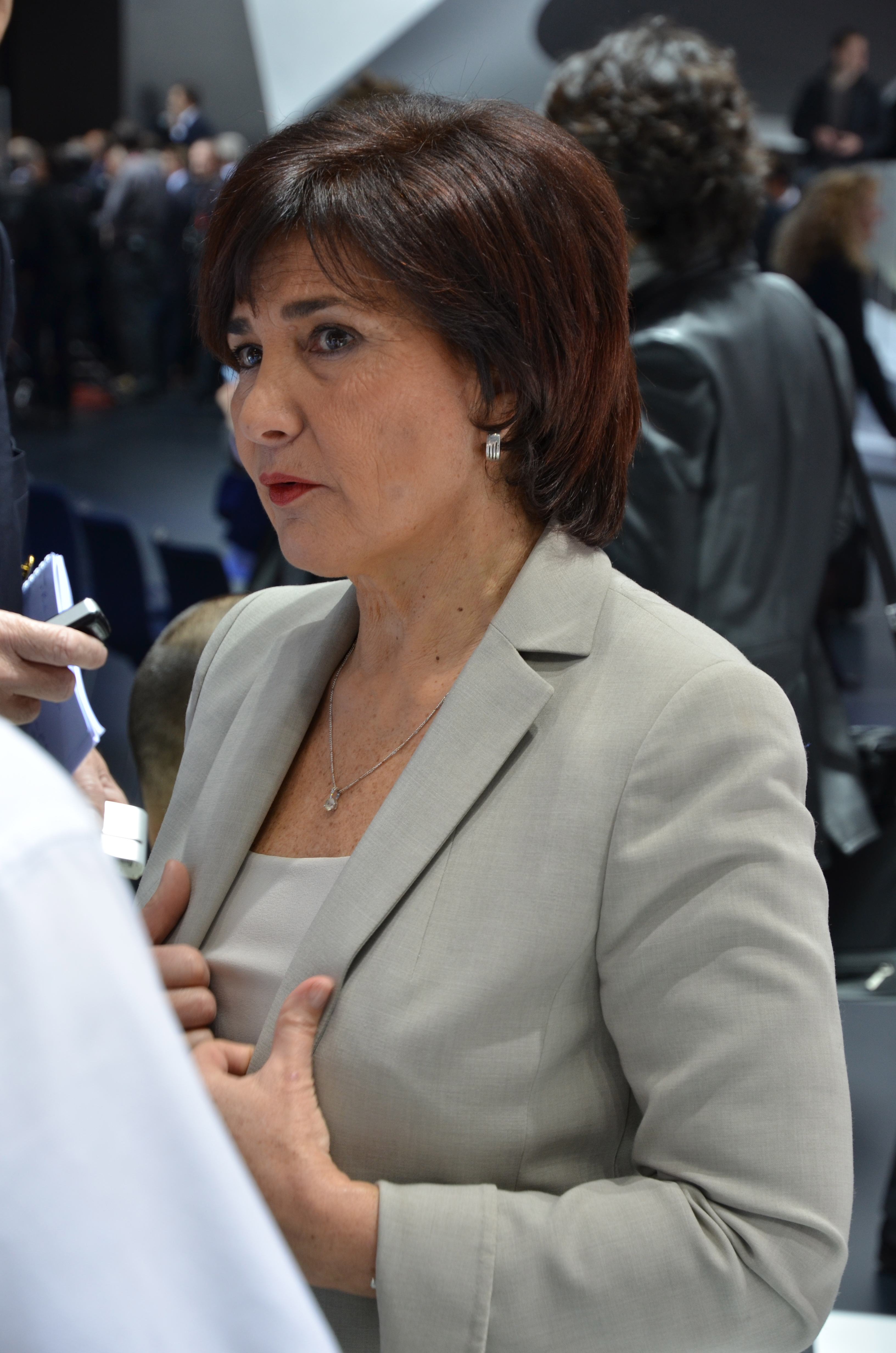
Michèle Mouton au Salon international de l'automobile de Genève en 2011.